# Midnight, the Stars and You
Midnight, the Stars and You est une chanson de fox-trot écrite en 1934 par Harry M. Woods, Jimmy Campbell et Reg Connelly, et interprétée par Al Bowlly, avec Ray Noble et son orchestre, Al Bowlly n'étant toutefois pas crédité.

## Reprises
Il existe de nombreuses autres interprétations de la chanson, notamment celle de Hal Kemp et son orchestre, également enregistrée en 1934.

## Usage dans les médias
La version d'Al Bowlly a été utilisée deux fois dans le film d'horreur Shining, de Stanley Kubrick, sorti en 1980 ; une première fois durant une scène se passant dans la salle de bal de l'hôtel Overlook, la Gold Room, et une deuxième fois à la fin du film, lorsque la caméra zoome sur une photo du protagoniste, Jack Torrance, censée avoir été prise lors d'un bal organisé le 4 juillet 1921. L'usage de la chanson sur la photo en question, où on voit Jack Torrance sourire étrangement, a rapidement fait en sorte que la chanson soit associée à un sentiment de malaise ou de menace imminente dans le cinéma, et dans d'autres médias. 
Elle a été utilisée plusieurs fois dans les films. Elle intervient notamment dans le film d'horreur Réincarnations, de Gary Sherman (1981), le film de comédie dramatique de Brian W. Cook, Appelez-moi Kubrick (2005), le film de science-fiction Ready Player One de Steven Spielberg, qui reprend également beaucoup d'autres éléments du film Shining (2018), le film d'animation Toy Story 4 (2019), lorsque Woody et Forky entrent dans un magasin d'antiquités, ce qui continue une tendance des films Pixar à faire référence aux films de Stanley Kubrick. La chanson est également présente dans le film Doctor Sleep sorti en 2019, qui est une suite à Shining, et une adaptation du roman du même nom de Stephen King, lui-même étant une suite à son roman Shining, l'enfant lumière. La chanson est de nouveau présente à deux reprises. Une première fois faiblement, lorsqu'Abra erre dans les vestiges abandonnés de l'hôtel Overlook, avant que le bâtiment ne tente de l'attaquer, et une seconde fois à la fin du film, alors que Abra se prépare à emprisonner une apparition d'une femme morte-vivante, qui a tourmenté Danny Torrance au début du film, avant de continuer à jouer au générique (tout comme dans Shining).
La chanson intervient aussi dans les séries télévisées. L'épisode 19 de la saison 30 des Simpson, Les Filles de l'orchestre. Dans une des scènes, alors que Homer Simpson perd la raison, en raison d'une privation de sommeil due à de nombreuses surveillances de nuit à la centrale nucléaire, il se retrouve dans la salle de bal de l'hôtel Overlook, où il y danse avec une tenue de protection, qui se transforme en femme, et s'assied au bar, où Lloyd lui demande de tuer sa famille par empoisonnement aux radiations, ce qu'Homer ne comprend pas, tout cela avec en fond la chanson. (dans le même épisode, juste après, on peut voir un personnage ressemblant à Jack Torrance tenant une hache). Dans l'épisode 15 de la saison 46 de Saturday Night Live, où elle est utilisée dans un sketch rendant hommage à Shining. La chanson est jouée à plusieurs reprises dans la mini-série Pourquoi n'ont-ils pas demandé à Evans ?, adaptée du roman Pourquoi pas Evans ? d'Agatha Christie. En 2022, en fond dans la série télévisée américaine All Creatures Great and Small, saison 2, épisode 4, Many Happy Returns.
Elle a été utilisée comme piste finale du premier album d'ambient du musicien James Leyland Kirby, Souvenirs sélectionnés de la salle de bal hantée.